# Eric Griffin

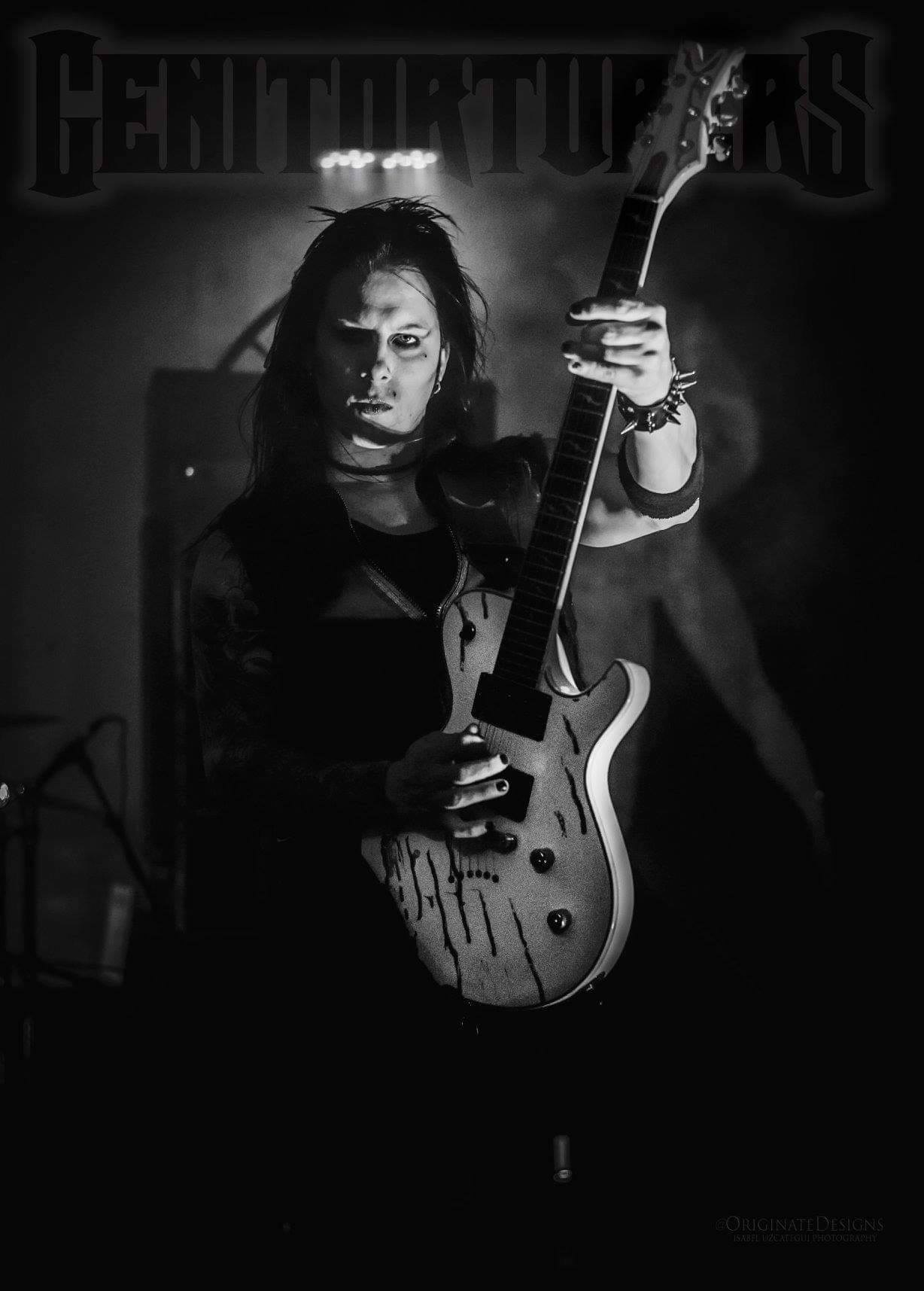
Eric Griffin, em 2018. Fotografado por Frank Paganini.

Eric Michael Griffin (Boston, 28 de dezembro de  1976) é um músico norte-americano, baixista e guitarrista de rock. É famoso por ter tocado na banda de glam metal/horror punk, Murderdolls. Vive atualmente em Los Angeles.
Suas influências incluem Kiss, Slayer e Mötley Crüe. Joey Jordison e Tripp Eisen encontraram Eric trabalhando em uma loja de roupas em Los Angeles, decidiram deixar que Eric entrar para a banda porque ele pareciam legal.
Eric aparece no clip "Cold", do Static-X como um vampiro. Se vestiu de Axl Rose (dos Guns n' Roses) no vídeo do Alien Ant Farm, "Movies". Aparece no clipe "Back To School", dos Deftones, como um estudante. Tem uma breve participação especial no filme Queen of the Damned.
Toca nas bandas Synical e Genitorturers.
Eric tocou com as seguintes bandas
- 1998-2002 - Synical - Guitarra
- 2002-2004 - Murderdolls - Baixo
- 2004 - The Napoleon Blownaparts - Guitarra
- 2005 - Faster Pussycat - Guitarra
- 2006-2007 - Wednesday 13 - Guitarra
- 2008–presente - Synical - Guitarra
- 2009–presente - Genitorturers - Guitarra
- 2011 - The Dreaming - Guitarra
- 2012 - Davey Suicide - Guitarra

## Vídeos
Além dos vídeos do Murderdolls, ele tem aparecido como ator em outros vídeos:
- Depeche Mode - I Feel Loved
- Alien Ant Farm - Movies in which he played the part of Axl Rose
- Static-X - Cold where he played a vampire.
- Goo Goo Dolls - Broadway
- Deftones - Back to School

Eric Griffin fez uma pequena aparição no filme "Rainha dos Condenados" , também